# Aszkiełowiczowie herbu Topór

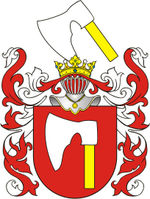
Topór (herb szlachecki)

Aszkiełowiczowie herbu Topór – polski ród szlachecki wywodzący się z terenów Wielkiego Księstwa Litewskiego.
Mieszkali w powiatach oszmiańskim i wileńskim.